# Aglyptodactylus
Az Aglyptodactylus a kétéltűek (Amphibia) osztályába, a békák (Anura) rendjébe és az aranybékafélék (Mantellidae) családba tartozó Laliostominae alcsalád neme.

## Elterjedése
Az nembe tartozó fajok Madagaszkár endemikus fajai. Az egyik faj Madagaszkár párásabb keleti területein, míg a másik kettő a szárazabb nyugati részeken honos.

## Rendszerezésük
A nembe a következő fajok tartoznak:
- Aglyptodactylus australis Köhler, Glaw, Pabijan & Vences, 2015
- Aglyptodactylus chorus Köhler, Glaw, Pabijan & Vences, 2015
- Aglyptodactylus inguinalis Günther, 1877
- Aglyptodactylus laticeps Glaw, Vences & Böhme, 1998
- Aglyptodactylus madagascariensis (Duméril, 1853)
- Aglyptodactylus securifer Glaw, Vences & Böhme, 1998